# Tilly Lawless
Tilly Lawless, född 1993, är en australisk sexarbetare och författare. Hon har verkat inom sexbranschen i Sydney sedan 2013 och har fram till 2023 författat två böcker. Lawless är även verksam som aktivist för sexarbetares rättigheter.

## Biografi
Lawless växte upp på landsbygden i norra delen av New South Wales. Vid 19 års ålder flyttade hon till Sydney för att studera historia vid University of Sydney. Under studietiden kompletterade hon sina tillgängliga studiemedel med tillfälliga arbeten på barer och med barnpassning, men under sitt andra studieår sökte hon en stadigare inkomst som inte inkräktade alltför mycket på studierna.

### Sexarbete och aktivism
Tilly Lawless har sedan tonåren definierat sig som queer och bisexuell/lesbisk, och under utbildningen umgicks hon mycket med en kvinnlig studiekamrat som också identifierade sig som queer. De båda beslöt att pröva på sexarbete, som en lösning på deras ekonomiska problem, och i Lawless' fall kontaktade hon en eskortagentur i Sydney. Lawless har sedan dess även arbetat som erotisk massös och under covid-19-pandemin en viss tid med webbkameramodellande via Onlyfans. Mestadels har hon dock arbetat via någon av Sydneys lagliga bordeller.
Hon var länge verksam som aktivist för sexarbetares rättigheter och har blivit intervjuad för en mängd olika australiensiska medier och i olika poddar. 2017 producerade hon ett uppmärksammat TEDx-föredrag. Samma år producerades Lawless (regi: Ellen Pearson), en brittisk kortfilm som behandlar den avkriminaliserade sexbranschen i Australien följer Tilly Lawless' arbetsdag.

### Skrivande
På senare år har Lawless inlett en verksamhet som författare. Detta inleddes under 2020, ett år då stora delar av sexbranschen lades i malpåse på grund av nedstängningarna av samhället under covid-19-pandemin. Lawless läste en hel del ofta sexuellt explicit fanfiction under uppväxten.
Debutboken Nothing But My Body är en roman där den 26-åriga men namnlösa berättaren för en inre monolog omkring de olika sätten att arbeta – i hennes fall mest konkret att arbeta med sex. Sexarbete är dock mestadels en fond för berättelsen, "på samma sätt som Sydney" bidrar till atmosfären. Historien, som hämtat inspiration från Virginia Woolfs Mrs Dalloway, tar sin utgångspunkt från Lawless' egna erfarenheter i branschen. Hon menar själv att för henne har det varit en fördel att kunna separera arbete från fritid, genom att hon inte attraheras sexuellt av sina oftast manliga kunder. Hennes identitet som sexarbetare och queer har dock lett till spänningar gentemot båda dessa grupperingar. Nothing But My Body skrevs som en roman för att slippa undan det memoarskrivande som sexarbetare oftast ägnar sig åt.
2024 publicerades Thora, en ungdomsroman placerad i lantlig kustmiljö i norra New South Wales. Boken behandlar dysfunktionella familjer, emancipation genom vänskap och hur ens uppväxt kan påverkas av miljön omkring en. Historien är fritt inspirerad av Lawless' egen uppväxt, med svårigheter att kommunicera med sin mor, men har även inslag av magisk realism. Den handlar också om att växa upp som tonårsflicka på landet, under de tidiga åren med Internet, och hur isoleringen överlappar med frihet och ens egen vilda karaktär.